# Tom Niinimäki
Tom Niinimäki (ur. 25 lipca 1982 w Turku) – fiński zawodnik mieszanych sztuk walki (MMA) oraz zapaśnik. W latach 2013–2014 zawodnik Ultimate Fighting Championship (UFC).

## Kariera MMA

### Wczesna kariera
Niinimäki rozpoczął treningi kickboxingu w wieku 15 lat, a mieszanych sztuk walki w wieku 19 lat. Zadebiutował w zawodowym MMA w październiku 2002 roku w rodzinnej Finlandii. W ciągu pierwszych dwóch lat zawodów osiągnął imponujący wynik 9-2, a wszystkie zwycięstwa, oprócz jednego, odniósł przez poddanie lub TKO.
Począwszy od 2005 roku przechodził trudny okres w karierze, przegrywając trzy walki z rzędu. Po kolejnym zwycięstwie w 2007 roku wycofał się z rywalizacji, mówiąc, że „stracił zapał” do rywalizacji.
Po dwuipółletniej przerwie powrócił do sportu w lutym 2010 roku. Od czasu powrotu nie przegrał ani razu i utrzymał passę 11 wygranych walk, zanim podpisał kontrakt z Ultimate Fighting Championship.

### UFC
Niinimäki zadebiutował dla amerykańskiej organizacji w walce z Rani Yahya 30 listopada 2013 roku na gali The Ultimate Fighter 18 Finale. Wygrał walkę przez niejednogłośną decyzję.
31 maja 2014 roku na UFC Fight Night 41 miał zmierzyć się z Thiago Tavaresem, jednak 14 maja Tavares wycofał się z walki z powodu kontuzji uda i został zastąpiony przez Niklasa Bäckströma. Niinimäki przegrał walkę w pierwszej rundzie przez poddanie.
23 sierpnia 2014 roku na UFC Fight Night 49 zawalczył z Chasem Skellym. Przegrał walkę przez poddanie w pierwszej rundzie.
7 listopada 2014 roku ogłosił, że podpisał nowy kontrakt na cztery walki z UFC.
W kolejnej walce miał zmierzyć się z Ronym Jasonem w dniu 20 grudnia 2014 roku na UFC Fight Night 58. W późniejszym czasie Jason wycofał się z walki i został zastąpiony przez debiutującego w organizacji Renato Moicano. Niinimäki przegrał walkę przez poddanie w drugiej rundzie.
27 stycznia 2015 roku portal MMAFighting.com poinformował, że Niinimäki został zwolniony z kontraktu z UFC wraz z czterema innymi zawodnikami.

### Euro FC
Pod koniec kwietnia 2016 roku został ogłoszony jednym z zawodników, którzy podpisali kontrakt z nową europejską organizacją European Fighting Challenge. Jego rywalem na pierwszej edycji tej gali był Amerykanin, Jonathan Brookins. Zwyciężył jednogłośną decyzją sędziów.

## Życie prywatne
Zanim przeprowadził się do Boca Raton na Florydzie, całe życie spędził w Turku, w Finlandii i pracował jako ochroniarz w kilku klubach nocnych.

## Osiągnięcia

### Mieszane sztuki walki
- TurkuFight
  - 2010: Mistrz TurkuFight w wadze piórkowej
- Cage
  - 2010-2013: Mistrz Cage w wadze piórkowej
- Nordic MMA Awards - MMAviking.com
  - 2013: Zawodnik roku[21]

### Zapasy
- Międzynarodowa Federacja Zapaśnicza
  - 2010: European Championships Combat Grappling (155 lbs) – 1. miejsce[2]
  - 2010: European Championships Grappling No Gi (155 lbs) – 3. miejsce[2]
  - 2011: European Championships Grappling No Gi (155 lbs) – 1. miejsce[2]
  - 2011: European Championships Grappling No Gi (165 lbs) – 3. miejsce[2]

## Lista zawodowych walk MMA
| Wynik     | Bilans | Przeciwnik (bilans przed walką) | Rozstrzygnięcie                             | Runda | Czas | Rozgrywki                                | Data       | Miejsce    | Uwagi                                               |
| --------- | ------ | ------------------------------- | ------------------------------------------- | ----- | ---- | ---------------------------------------- | ---------- | ---------- | --------------------------------------------------- |
| Wygrana   | 22-8-1 | Jonathan Brookins (15-8)        | Decyzja (jednogłośna)                       | 3     | 5:00 | Euro FC 1                                | 01.10.2016 | Espoo      |                                                     |
| Przegrana | 21-8-1 | Renato Moicano (8-0-1)          | Poddanie (duszenie zza pleców)              | 2     | 3:30 | UFC Fight Night: Machida vs. Dollaway    | 20.12.2014 | Barueri    |                                                     |
| Przegrana | 21-7-1 | Chas Skelly (11-1)              | Poddanie (duszenie zza pleców)              | 1     | 2:35 | UFC Fight Night: Henderson vs. dos Anjos | 23.08.2014 | Tulsa      |                                                     |
| Przegrana | 21-6-1 | Niklas Bäckström (7-0)          | Poddanie (duszenie bulldog)                 | 1     | 4:15 | UFC Fight Night: Munoz vs. Mousasi       | 31.05.2014 | Berlin     |                                                     |
| Wygrana   | 21-5-1 | Rani Yahya (19-7)               | Decyzja (niejednogłośna)                    | 3     | 5:00 | The Ultimate Fighter 18 Finale           | 30.11.2013 | Las Vegas  | Debiut w UFC                                        |
| Wygrana   | 20-5-1 | Walel Watson (11-5)             | Poddanie (kimura)                           | 2     | 2:52 | Cage 23                                  | 21.09.2013 | Vantaa     | Obronił pas mistrzowski Cage w wadze piórkowej      |
| Wygrana   | 19-5-1 | Chase Beebe (24-9-1)            | Decyzja (jednogłośna)                       | 3     | 5:00 | Cage 22                                  | 11.05.2013 | Vantaa     | Obronił pas mistrzowski Cage w wadze piórkowej      |
| Wygrana   | 18-5-1 | Vladimir Karasiov (7-4)         | Poddanie (duszenie gilotynowe)              | 1     | 1:31 | Cage 20: Northern Storm 2                | 17.11.2012 | Oulu       | Obronił pas mistrzowski Cage w wadze piórkowej      |
| Wygrana   | 17-5-1 | Brian Pearman (7-1)             | Poddanie (duszenie zza pleców)              | 2     | 3:48 | TFC 23: Fight for the Troops             | 15.06.2012 | Fort Riley |                                                     |
| Wygrana   | 16-5-1 | Johnny Frachey (13-8)           | KO (ciosy pięściami)                        | 1     | 1:09 | Cage 16: 1st Defense                     | 08.10.2011 | Espoo      | Obronił pas mistrzowski Cage w wadze piórkowej      |
| Wygrana   | 15-5-1 | Sergej Grečicho (9-3-1)         | Decyzja (jednogłośna)                       | 3     | 5:00 | Cage 14: All Stars                       | 20.11.2010 | Espoo      | Zdobył pas mistrzowski Cage w wadze piórkowej       |
| Wygrana   | 14-5-1 | Dave Hill (9-0)                 | Decyzja (jednogłośna)                       | 3     | 5:00 | TF 2: Champions are Here                 | 23.10.2010 | Turku      | Zdobył pas mistrzowski TurkuFight w wadze piórkowej |
| Wygrana   | 13-5-1 | Ben Boekee (8-0)                | Poddanie (kimura)                           | 1     | 3:47 | Cage 13: Spring Break                    | 08.05.2010 | Vantaa     |                                                     |
| Wygrana   | 12-5-1 | Yunus Evloev (8-3)              | Poddanie (kimura)                           | 1     | N/A  | TF: Resurrection                         | 03.04.2010 | Turku      |                                                     |
| Wygrana   | 11-5-1 | Lautaro Arborelo (2-2)          | Poddanie (duszenie zza pleców)              | 2     | 1:26 | Cage 12: Champions are Born              | 28.02.2010 | Vantaa     |                                                     |
| Wygrana   | 10-5-1 | Bogdan Cristea (0-0-1)          | Decyzja (jednogłośna)                       | 3     | 5:00 | CW 7: Scotland The Brave                 | 04.08.2007 | Glasgow    |                                                     |
| Przegrana | 9-5-1  | Tristan Yunker (9-4)            | Poddanie (duszenie zza pleców)              | 1     | 1:34 | IHC 11: Apocalypse                       | 18.11.2006 | Vantaa     |                                                     |
| Przegrana | 9-4-1  | Hatsu Hioki (7-1)               | Poddanie (dźwignia prosta na staw łokciowy) | 1     | 3:03 | Shooto 2005: 11/6 in Korakuen Hall       | 06.11.2005 | Tokio      |                                                     |
| Przegrana | 9-3-1  | Danny Batten (6-4-2)            | Decyzja (większościowa)                     | 5     | 5:00 | CWFC: Strike Force 2                     | 16.07.2005 | Coventry   |                                                     |
| Remis     | 9-2-1  | Bendy Casimir (4-2)             | Remis                                       | 2     | 5:00 | Shooto Sweden: Second Impact             | 14.03.2005 | Sztokholm  |                                                     |
| Wygrana   | 9-2    | Andre Soares (1-0)              | Decyzja (jednogłośna)                       | 3     | 5:00 | Cage Warriors 9: Xtreme Xmas             | 18.12.2004 | Sheffield  |                                                     |
| Wygrana   | 8-2    | Patrick Rahael (1-6-1)          | TKO                                         |       | N/A  | FF 8: FinnFight 8                        | 26.11.2004 | Turku      |                                                     |
| Wygrana   | 7-2    | Vincent Latoel (1-5-1)          | TKO                                         | 2     | 2:25 | Shooto Finland: Ragnarok                 | 24.10.2004 | Tampere    |                                                     |
| Wygrana   | 6-2    | Carlos Carrasco (2-3)           | Poddanie (duszenie zza pleców)              | 1     | N/A  | Shooto: Switzerland 2                    | 04.09.2004 | Zurych     |                                                     |
| Wygrana   | 5-2    | Vincent Latoel (1-4-1)          | Poddanie (duszenie trójkątne rękoma)        | 2     | 2:03 | Shooto Finland: Capital Punishment 2     | 05.04.2004 | Helsinki   |                                                     |
| Wygrana   | 4-2    | Ville Honkala (3-1)             | TKO                                         | 1     | 8:39 | FF 7: FinnFight 7                        | 01.11.2003 | Turku      |                                                     |
| Wygrana   | 3-2    | Teemu Nurkkala (0-2)            | TKO (kontuzja)                              | 1     | 0:15 | FF 7: FinnFight 7                        | 01.11.2003 | Turku      |                                                     |
| Przegrana | 2-2    | Mikael Lahdesmaki (0-2)         | Decyzja (jednogłośna)                       | 2     | 5:00 | Shooto Finland: Capital Punishment       | 15.09.2003 | Helsinki   |                                                     |
| Przegrana | 2-1    | Per Eklund (3-0)                | TKO (ciosy pięściami)                       | 1     | 3:53 | FF 6: FinnFight 6                        | 30.11.2002 | Turku      |                                                     |
| Wygrana   | 2-0    | Janne Salminen (0-0)            | KO (ciosy kolanami)                         | 1     | 0:32 | FF 6: FinnFight 6                        | 30.11.2002 | Turku      |                                                     |
| Wygrana   | 1-0    | Mikael Lahdesmaki (0-1)         | TKO (przerwanie przez narożnik)             | 1     | 5:00 | Shooto Finland: The First Time           | 19.10.2002 | Turku      | Debiut w MMA                                        |